# Kentrocapros aculeatus
Kentrocapros aculeatus és una espècie de peix de la família dels aracànids i de l'ordre dels tetraodontiformes.

## Morfologia
- Els mascles poden assolir 13 cm de longitud total.[5][6]

## Hàbitat
És un peix marí i de clima temperat que viu entre 100-200 m de fondària.

## Distribució geogràfica
Es troba entre el Japó i la Mar de la Xina Oriental. També és present a les Hawaii.